# マッドネスコンバット
Madness Combat（マッドネスコンバット） は、 Krinkelsらによって製作され、Newgroundsに投稿されている2Dアニメーションである。「MC」と略されることが多い。

## 製作者
- Krinkels（マシュー D. マット・ジョリー）  （アニメーター、イラストレーター）
- Cheshyre（ショーン・ホッジス）  （ミュージシャン, 音楽家）

## メインキャラクター

### Hank J. Wimbleton (ハンク・J.・ウィンブルトン)
Madness Combatシリーズの主人公。 
Auditorに対抗する組織に属している。
1作目のラジカセの取り合い、2作目のSheriff暗殺任務(独断？)を経て、ネバダの存亡をかけた戦いに身を投じていく。 
銃火器や刀剣類などの扱いに長けており、正確無比の攻撃で敵対勢力を確実に殺していく。 
武器には特にこだわりは無く、その場にあるもの全てを利用し使い捨てるため、戦闘は円滑かつ効率的なものとなっている。 
彼が殺すと決めた者は何がなんでも見逃される事はなく、例え降参したとしても命を奪うまで止まることは無い。 
1～2作目までの見た目はそこらの雑魚と遜色ない没個性っぷりだったが、3作目では前作負った頭の傷を包帯で隠し、4作目では腹部に包帯を巻き、5作目からは装備を一新。 
黒いコートに覆面、赤色のゴーグルを基本形とした。 
コートの下には包帯をぐるぐる巻きにしている。 
6作目では負傷した下顎と胸元を金属板で補強した姿になり、7作目では5作目のものに加え、口を覆うバンダナやコートを止めるベルトを付けた有名な"ニンジャスタイル"になる。 
敵の攻撃やライバルの敗北などで、劇中の最後でほぼ必ず死んでしまう。 
ものによっては1作まるまる死にっぱなしになった事もある。 
そして次回作には復活と、Madness Combatシリーズの通例となっている。 
9作目では蘇った結果身体が巨大化し、異形の右腕を獲得した。 
それにより得た怪力と、Halo（光輪）に接触した時得た電気を操る能力、異形化してもなお磨きがかかる戦闘センスで相変わらず敵を惨殺していく。 
そして、自らを蘇らせてくれた(のは正確にはDeimosだが)仲間のSanfordと、果てのない戦いに挑み続けていく。

### Sanford (サンフォード)
5作目から登場したDeimosの相棒。 
Auditorに対抗する組織に属している。 
戦闘力が高く、銃撃戦や白兵戦をそつなくこなす。 
さらにフックを使った戦法を得意とし、敵に引っ掛けて牽引したり、他の敵に投げつけたりと力任せの戦いが目立つ。 
下唇のせいで若干面白い印象を受けるが、いたって真面目な性格。 
任務中にふざけるDeimosを小突いたことも。 
初登場は5作目からだが、ハンクに武器を渡した後何故か降ってきた建物にDeimos共々呆気なく押しつぶされてしまう。 
Madness Combat5.5からは本格的な活躍が描かれ、辛うじて生存した二人が如何にして今に至るかの戦いが繰り広げられる。 

### Deimos (デイモス)
5作目から登場したSanfordの相棒。 
Auditorに対抗する組織に属している。 
Sanfordと同じく戦闘能力は高く、銃撃戦と白兵戦をそつなくこなす。 
相棒との非常に息のあったコンビネーションで、狭い部屋での乱闘もスムーズに対処していく。爆発物などの使用や、セキュリティの解除、車やヘリの運転など、技術面での行動に長けている。 
性格は若干いい加減。 
敵の死体からマスクをせしめて被り、Sanfordに襲いかかるフリをしてみせた。 
ヘビースモーカーであり、ことある毎にタバコを吹かしている。親指を立てることで火をつける謎の特殊能力も持っている。 
9作目でHankを蘇らせるべく、相棒のSanfordと共に戦いに身を投じていくが、敵に奇襲され絶命してしまった。 
しかし死の間際までに見せた奮闘により、Hankは現世に戻ってくる事となる。 
そして、Auditorへの反撃の布石となるのだった。...盾として。
『Dedmos Adventure』では、殺され煉獄に飛ばされた彼が、鎖を突き立てられたり地面にめり込まされたりと、延々と責め苦を受け続ける様子を描かれている。 
5作目でついに反撃を開始、ボロボロになった体を土や岩で補強し、煉獄の番人どもを次々と惨殺していった。
その後、仲間である2BDamnedとFellowD9の手によって現世に蘇ったものの、現在の安否は不明である。

### Jesus Christ/Jebus (イエス・キリスト/ジーバス)
1作目から登場した、天使の輪をつけているMadness Combat世界のキリスト。 ラジカセの取り合いに突如参戦し、Sheriffの護衛を経て巨悪に戦いを挑んでく。特殊能力を持つ者の一人であり、サイコキネシスで自分より重い物を持ち上げたり、バリアで敵の銃撃を反射し、虚空から両刃剣『バイナリーソード』を召喚する術も持つ。 
5作目までは死者をゾンビとして使役する術も使っていた。 
武器は大口径のものを好んでいるらしく、デザートイーグルやリボルバー『M500』を使う場面も。 
また、彼の頭の輪（halo/ハロー）はインプロバビリティドライブと同様当作品の重要な鍵となっている。 
5作目のOPで「The Savior(救世主)」の呼称もよく見かけられるように、手段を択ばずとも世界の混沌を鎮めようとしている。  
またJesusの名を使うことをためらう人々から、作者であるKrinkelsによって与えられた彼の愛称をとって『Jebus』と呼ばれることも多い。 
最初はHankに対抗する組織の"A.A.H.W"に所属していたがMadness Combat6.5で離脱、Auditorに対抗し始める。
3つのインプロバビリティドライブのうち2つを破壊することに成功したが、最終的にAuditorの圧倒的力の差で惨敗してしまう。 
戦闘の余波でインプロバビリティドライブは破壊されたが、それにより生じた光の柱に吹き飛ばされ、絶命した。 
その後haloはAuditorの手に渡ってしまう。

### Tricky the Clown (トリッキー・ザ・クラウン)
2作目から登場したピエロ。 
初登場は印象が薄く、そこらの雑魚と同じく呆気なくやられてしまった。 
3作目ではHankの襲撃に手を打つためSheriffが起動させたインプロバビリティドライブの力によって強化されるが敗北、しかしその後ゾンビ化してからは大出世。 
DJをやったり、自らの心臓を貫いた警告標識でHankを殴りまくり、逆に胸を貫き返す他に、汽車の運転士をしたりと愉快な行動が多くなり、狂気に満ちた世界をさらに混乱させてきた。 
Hankと戦うことに固執しており、殺して蘇生してまた殺そうとしたり、Hankに武器として鉄パイプを手渡してから殴りかかったりしていた。
Jesusと同じく初めは"A.A.H.W"に入っていたが、Jesusと同じタイミングで離脱、更に滅茶苦茶な行動をし始める。 
7作目で怪物化。 
白い炎が燃え盛るクリーチャーと化した。 
Hankを追い立て、なぶり殺しにしていく。 
彼の力の源は3つあるインプロバビリティドライブのうち、『s003』こと『P.I.D(ポータブル・インプロバビリティドライブ)』。 
過去に頭に埋め込まれたそれが、彼を怪物たらしめている。 
戦闘の最中に破損したP.I.Dを部下に修理させていたが、Jesusにそれを破壊され怪物化が解除、頭に剣を突き立てられ死亡した。 
その後死にっぱなしになっていたが、10作目終盤ではAuditorに遺体を吸収される。 
しかし、逆に身体の主導権を乗っ取ってしまった。 11作目ではまたも巨大な怪物と化し、手下ののスケルトンを召喚したり、それを依代にHankとSanfordに襲いかかったり、その他色々引っ掻き回したりとトリックスターぶりを遺憾無く発揮した。

### Sheriff (シェリフ)
ネバダの保安官。 
2作目、3作目でHankにその役職のせいなのか命を狙われる。 
護衛にJesusがいる。3作目で初めてインプロバビリティ・ドライブを作動させ、実質のMadness Combatシリーズ全ての元凶となってしまう。 
戦闘力は恐らく最低クラスで、Hankから逃げ回ることしかできなかった。 
銃の扱いもそれほどでなく、3発撃ってもかすりもせず、部下を誤射してしまうほど。
3作目でとうとうHankに追い詰められ、殺害されてしまった。

### The Sun（ザ･サン）
3作目に登場した太陽の化身……というか太陽そのもの。
インプロバビリティ発動を受けて、空から戦場に降り立った。
面白い顔をもった事以外は、特に何の特徴もなければ強くなかったため、ハンクに軽く始末されてしまう。
その直後にネバダは暗闇に包まれた。
そのためかどうかはわからないが、4以後この世界に昼間の描写はなくなった。
月は5作目の序盤まで見えていたものの、それも無くなってしまう。

### 2BDamned(2Bダムド)
DedmosRebuilt.flaから登場した。 
Auditorに対抗する組織に属している。
初登場時には仲間のFellowD9と共に煉獄に閉じ込められたDeimosを救出する。
高い技術力を持ち合わせており、ハッキングなどを行うが、スナイパーライフルやグレネードなどの扱いにも長けている。敵との直接的な交戦を避けている描写があるため、Hankほどの戦闘力は無いように見える。

### Auditor (オーディター)
7作目のラストから登場した謎の男。 
漆黒のボディに真紅の眼光が光る。 "A.A.H.W"の開設者であると考えられる。 
初登場時海外ファンコミュニティでは『Mystery Man(謎の男)』と呼ばれていたが、いつの頃からか『Auditor』と呼ばれるようになる。 
作中最大の相手であり、インプロバビリティ・ドライブを使って『何か』を企んでいる。 
もっとも彼が如何にして悪なのかはともかく。 
Madness Combat世界の住民の中で最も反則的な特殊能力を持っており、肉体を透過させて銃撃などを回避したり、虚空から武器を現出させることができる。 
haloを手に入れた事でさらに能力が追加、戦闘員を狂化させて戦闘力を向上させたり、波打つ暗黒のビームで敵を焼き払ったりする。 
10でHankとSanfordと激戦を繰り広げる最中、消耗した力を取り戻す、あるいはパワーアップしてHank達を一気に叩きのめすため、戦闘員の死体を片っ端から吸い込んだ。 
しかし、誤ってTrickyの遺体を吸い込んだため身体を乗っ取られてしまう。 
11では身体の主導権を取り戻すべく、(恐らく)一時的にHankに共闘し、力の一部を分け与えた。

### Retainer(リテーナー)
Madness Combat 9.5限定で登場する敵。Purgatoryの世界を支配する"A.A.H.W"の所属者。
テレポートやテレキネシスなど多くの特殊能力を持っており、Part 1ではたやすくHankに勝利できるほどの力があることが証明された。普通のキャラクターよりも1.4倍ほど大きい。
Madness Combat 9.5に登場するRetainerは#909であり、まだ多数のRetainerが存在する、またはしていたことがわかる。

### The 1337 Crew（ジ･エリート･クルー）
4作目から登場したスーツ姿の戦闘員。
4では1人だけしか見られなかったが、5作目から一気に増えた。
『1337(エリート)クルー』と言う集団(階級)である様子で、黒もしくは赤のサングラスを付けている。
主人公を始末ないし足止めするべく、様々な武装を携えてぞろぞろと登場するが、ことごとく返り討ちにされてしまう。
銃殺、撲殺、斬殺と、様々な殺され方を披露し、時にはえげつない死に方を晒す者も存在する。
ごく稀に主人公に傷を負わせる者も。

### A.T.P.engineer　(A.T.P.エンジニア)
7作目終盤から登場した戦闘員。
左右非対称なマスクを装着している。防弾仕様で、たまに銃弾をはじく描写がある。
6作目のポスターの記述から『A.T.P.Agents』とも呼ばれている。
7作目のポスターからただのスミスより高いランクにあるようだが目に見える実力差はない。
血が黄色になっているのが最大の特徴。
だからといって戦闘力の向上などの恩恵を得られた様子は無く、やはり主人公に道すがら殺されている。

### A.T.P.solidat　(A.T.P.ソルダット)
外伝作品6.5の終盤に登場した戦闘員。
片目のみにスコープのようなものが付いており、11の描写からすると人体に直接埋め込まれている。
主人公の攻撃を避けて反撃をしたり、奇襲でスタングレネードを使うなど戦闘力や身体能力がほかの戦闘員よりも優れている。
engineerと同じく血液が黄色。

### The Huge Creatures（ザ･ヒュージ･クリーチャーズ）
何らかの方法で巨大化したスミス。
- MC7：MAG Agent：Torture（マグ・エージェント：トーチャー）
- MC8：MAG Agent V2（おそらく二体とも）
- MC9：MAG Agent V3（多分。9発表前の愛称はデリシャス）
- MC10：不明なバージョン

巨体を生かした肉弾戦と、専用の巨大銃火器で主人公たちを追い詰めていくが、最終的にやはり殺される。

### Hot dog vendor（ホットドッグベンダー）
6作目と8作目で登場した(恐らく)ただの一般人。
最初は切り立った崖のそば、二度目はオーディターの隣の部屋でホットドッグを販売していた不思議な人。
ケチャップか何かのしみがついたエプロンが個性的。
ハンク、クラウン、Jesusの全員に出会っていながら、いずれも攻撃を受けずにスルーされている。
恐らく戦闘の意思がないから見逃された、あるいは店員さんとして最初から見ていたからだと思われる。
直接の描写はないがオーディターとも顔をあわせている可能性が高い。
8作目ラストで空から降った光の柱が彼の居た建物に直撃する。
安否が気遣われるもこれに続く9作目では登場は無かった。
状況から考えて死亡した可能性が高い。
今現在も行方不明。

## 場所
Nevada
灰色の砂漠のような地形に覆われており植物はほとんどなく、MC4以降ずっと空は暗いままである。A.A.H.W.の基地が数多く点在する。MCシリーズのほとんどがここでの出来事である。
The Other Place
Nevadaではない別の世界の総称
Hell
MC11でのみ登場した世界。地形のほとんどが浮島で構成されており、空は赤く常に赤い炎のようなものが降り注いでいる。床を突き抜けたらすぐ横の壁から出てきたり、部屋の壁や天井にドアがあったり、床から機関銃が生えてくるなど、全体的に不安定な世界である。MC11にて、TrickyやAuditorが自在に地形を操ったりしている所から、Halo(光輪)の能力が影響しやすい場所のように見える。
Purgatory
Dedmos AdventureとMC9.5でのみ登場した世界。こちらも地形のほとんどが浮島だが、A.A.H.W.の基地も数多く点在している。所々にレバーが付いており、重力の向きを操ることができる。Nevadaで死んだ者はここに送られてくる。しかし出ることは難しく、ある手順を踏まなければ出入りはできない。MC9.5 Part2やDedmosRebuilt.flaなどに登場していた、赤いランプの付いたポールに接触することによって脱出ができると思われる。また、MC9の、Hankが入れられた機械を用いても脱出ができると思われる。

## 作品

### アニメーション

#### Madness
Madness Combat 1
Madness Combatのタイトルが入る初めての作品。Hank、Jesusが登場する。ラジカセを持った男をHankが殴るところから話が始まる。
Madness Combat 2: Redeemer
Hank、Jesus、Tricky、Sheriffが登場する。HankがSheriffを暗殺するため、敵の基地を襲撃する。 HankはSheriffを追い詰めるが、Jesusに殺され暗殺は失敗した。
Madness Combat 3: Avenger
前回と同じキャラクターが登場する。死亡したはずのHankが再びSheriffを襲撃する。 途中、Sheriffによってインプロバビリティ・ドライブが作動される。 最終的にHankはJesusに殺されたが、Sheriffの暗殺は成功した。
Madness Combat 4: Apotheosis
Hank、Jesus、Trickyが登場する。死亡したはずのHankがTrickyを殺すためにClub Mを襲撃する。 最後、HankはJesusに追い詰められ自爆した。
Madness Combat 5: Depredation
Hank、Sanford、Deimos、Jesus、Trickyが登場する。死亡したはずのHankが"A.A.H.W"の基地を襲撃する。 SanfordとDeimosは建物につぶされ、HankとJesusはTrickyにより殺された。
Madness Combat 5.5
Sanford、Deimos、Jesus(頭の上部のみ)、Trickyが登場する。建物につぶされたSanfordとDeimosがそのまま敵を襲撃する。
Madness Combat 6: Antipathy
Hank、Jesus、Trickyが登場する。死亡したはずのHankがTrickyを追いかけ追いかけられる。 Hankによって致命傷を負ったTrickyが巨大化し、終了した。
Madness Combat 6.5
Sanford、Deimos、Jesus、Tricky(画面越しに)、Auditor(後ろ姿のみ)が登場する。SanfordとDeimosが5.5に引き続き敵を襲撃する。 途中、JesusがAuditorの組織から脱退し、Agentがアップグレードされる。 最終的に、SanfordとDeimosは敵のヘリを奪い、脱出に成功した。
Madness Combat 7: Consternation
Hank、Jesus(AAHW脱退後)、Tricky(怪物)、Auditorが登場する。死亡したHankがTrickyに蘇生され、モンスターと化したTrickyから逃走する。 Jesusにより、HankとTrickyも殺された。
Madness Combat 7.5
Sanford、Deimosが登場する。"A.A.H.W"の兵士を強化する施設を襲撃する。 最後、SanfordとDeimosは目標物の破壊に成功するが、Hankの死亡の通知を受け取った。
Madness Combat 8: Inundation
Jesus(AAHW脱退後)、Auditorが登場する。JesusがAuditorの殺害とインプロバビリティ・ドライブの破壊を目的に基地を襲撃する。 損傷を受けたインプロバビリティ・ドライブはコントロールを失い、エネルギーが暴発。爆発に巻き込まれたJesusは死亡した。
Madness Combat 9: Aggregation
Hank(死体＆Mag状態)、Sanford、Deimos、Tricky(死体)、Jesus(死体)、Auditorが登場する。SanfordとDeimosがHankを復活させるため"A.A.H.W"本拠地を襲撃する。
Madness Combat 9.5
　MC6とMC7で死亡し、Purgatoryに送られたHankが描かれている。
Part 1
Hank(7作目の姿)、Tricky(？)、Retainerが登場する。HankがTricky?を追い、Retainerに襲撃される。
Part 2
Hank(6作目の姿＆7作目の姿)、Tricky(？)、Retainer、2BDamnedが登場する。6作目のHankがTricky?を追い、こちらもRetainerに襲撃され、7作目のHankと遭遇する。
Madness Combat 10: Abrogation
Hank(Mag状態)、Sanford、Deimos(死体)、Tricky(死体)、Auditorが登場する。HankとSanfordがAuditorと戦闘しているシーンから始まる。途中、Haloに触れたHankはインプロバビリティ・ドライブのエネルギーを操る能力を得る。 誤ってTrickyを取り込んだAuditorは、体を操られ爆発する。
Madness Combat 11: Expurgation
Hank(Mag状態)、Sanford、Tricky(怪物)、Auditorが登場する。地獄に閉じ込められたHankとSanfordがTrickyに襲われる。

#### Dedmos Adventure
MC9で死亡し、煉獄(Purgatory)に送られたDeimosが描かれている。
CHASE.fla
Deimosの救出隊が煉獄に潜入するところから始まる。Deimosは救出隊が開いた煉獄の出口に入ろうとしたが失敗し、さらに下へ落下してしまう。
SACRIFICE.fla
落下したDeimosは、MC3でHankが戦っていたと思われる場所へ転送される。敵を倒したのち、上からMC3の頃の姿をしたHankの死体が落ちてくる。
ANAMNESIS.fla
再び別の場所に転送されたDeimosはSanfordを見つけるが、突然奇妙な姿に変わり、困惑している様子がうかがえる。その後壁につぶされてしまう。おそらく、この回のSanfordはクローンか幻覚のものと思われる。
POWERLESS.fla
前回の場所の壁が割れ、より下へ落下する。
DedmosRebuilt.fla
エレベーターのような場所に移動したDeimosは、「M-5.1」と書かれたタブレットを使い、自身を強化する。途中、Deimosの救出隊の一人である「Fellow09」に会い、胸あたりに機械をつけてもらう。（煉獄からネバダへの帰還に必要な物だと思われる）ネバダにいる救出隊の一人である「2BDamned」はDeimosを帰還させようとしたが、誤ってFellow09をA.A.H.W.の敵に変えてしまう。そして、別の場所に転送されたDeimosは帰還装置に触れ、ネバダへの帰還に成功した。しかし、壁から追手が現れ動画は終了する。これ以降Deimosはいまだ登場しておらず、安否は不明である。

#### Incidents
Incident: 001A
Hankが登場する。Hankの珍しく嬉しそうな姿が見れる。
Incident: 010A
Hankが登場する。Hankが珍しく正式名前のない敵に殺害される。
Incident: 011A
Mag状態のAgentが"A.A.H.W"を裏切り逆襲する。
Incident: 100A
Hank、Sanford、Deimosが登場する。SanfordとDeimosが"A.A.H.W"基地にいる民間人をHankの元へ連れていく。
Incident: 101A
Trickyが登場する。誕生日パーティーを襲撃するTrickyらしい様子が見れる。
Incident: 110A
Jesusが登場する。基地にいる"A.A.H.W"の100人(と20人以上)を殺害する。
Incident: 111A
Jesusが登場する。Jesusが"A.A.H.W"のAgentを始末している途中に怪奇現象に襲われる。
Incident: 1000A
Hank(通常＆Mag状態)Sanford、Deimos、Tricky、Jesusが登場する。それぞれがそれぞれを"A.A.H.W"の基地内で戦闘しあう。
DISSENTER
2BDamnedが登場する。"A.A.H.W"に襲撃された2BDamnedが逆に攻撃する。
An Experiment
Sanford、Deimosが登場する。この作品限定のキャラクターにScrapefaceがいる。一般人とみられるGruntが未知の実験を受けさせられる。
ROMP.FLA
Sanford、Deimosが登場する。"A.A.H.W"の基地を襲撃している二人が、突如味方に裏切られてしまう。
Marsh-Mellow-Madness
実質的にMadnessシリーズ初の作品。名前のあるキャラクターは出ず、民間人がマシュマロに大砲で突っ込む謎のストーリー。

### ゲーム
Madness Interactive
シリーズ初の公式ゲーム。本作二作目のストーリーに基づいており、Sheriffが盗んだパイを取り返すことが最終的な目標となっている。
Madness Accelerant
Madness Combat 7を再現したゲーム。Hankを操作して敵をすべて殲滅し、Trickyから逃走する。
Madness Project Nexus (Classic)
パソコンのみでプレイ出来る無料ネットゲーム。日々アップデートを続けている。Story modeとArea combatをプレイする事が出来、作業を中断しても、データをCookieに保存して途中からプレイする事が出来る。黒幕のPhobosやDr. Jebediah Christoffなどオリジナルのストーリーや要素が多くあるが、本家の再現も多くある。
Madness Project Nexus
Steamで現在発売されているゲーム。
前作Madness Project Nexusの続編である。本家では全く活躍のなかったSheriffが再登場する。
当初は"Madness:Project nexus 2"という
名前だったが後に"Project Nexus"になった。
9月30日発売。